# Regina Tyszkiewicz
Regina Tyszkiewicz, biał. Рэгіна Іосіфаўна Тышкевіч (ur. 20 października 1929 w Mińsku, zm. 17 listopada 2019) – białoruska matematyczka zajmująca się teorią grafów. Była doktorem (według polskiej terminologii – doktorem habilitowanym) nauk matematyczno-fizycznych, wykładała na Białoruskim Uniwersytecie Państwowym w Mińsku. Była laureatką nagrody państwowej (1998).